# Katō Ichirō

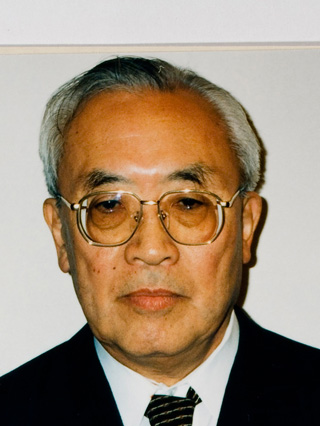
Katō Ichirō, 1992

Katō Ichirō (japanisch 加藤 一郎; geboren 28. September 1922 in Tokio; gestorben 11. November 2008) war ein japanischer Rechtsgelehrter.

## Leben und Werk
Katō Ichirō machte 1943 seinen Studienabschluss an der Universität Tokio. 1948 wurde er Assistenzprofessor und 1957 Professor an seiner Alma Mater. Er wirkte von 1969 bis 1973 als Präsident der Universität und von 1975 bis 1976 als Vizerektor der „United Nations University“. 1983 übernahm er die Leitung des „Seijō Gakuen“ (成城学園), einer Universität mit angegliederter Mittel- und Oberschule in Tokio. Sowohl die  Universität Tokio als auch das Seijō Gakuen verabschiedeten Katō als „Meiyo Kyōju“. Er war Mitglied der Akademie der Wissenschaften.
Katō ist bekannt für seine intensive Forschungsarbeit auf dem Gebiet der fahrlässigen Handlungen, um Opfern von Verkehrsunfällen, Umweltschäden und medizinischer Fehlbehandlung zu helfen. Er publizierte auch zum Gebiet der medizinischen Gesetzgebung und der Bioethik. Katō war Mitglied des Komitees für Leben und Ethik des Ministeriums für Gesundheit und Wohlfahrt und Vorsitzender des Komitees zu Bioethik der „Japan Medical Association“.
Zu Katōs Publikationen gehören „Fuhō kōi“ (不法行為) – „Ungesetzliche Handlungen“ und „Kōkyō jigyō to chihō bunken“ (公共事業と地方分権) – „Unternehmen der öffentlichen Hand und Dezentralisierung“.